# Carex heteroneura
Carex heteroneura es una especie de planta herbácea de la familia de las ciperáceas.

## Hábitat y distribución
Es nativa de Canadá occidental y el oeste de Estados Unidos, donde crece en hábitat húmedo de montaña como los bosques y prados. 

## Distribución
Esta juncia produce racimos de tallos de hasta un metro de altura, a menudo mucho más corto.  La planta es variable, en apariencia, incluso en el aspecto de la identificación de sus caracteres, tales como las escalas de las flores y la periginia de los frutos. En general, los picos son oblongos o cilíndricos y densas espiguillas bicolor. El perigynium es de color verde o morado, corto y tiene la punta redondeada.

## Taxonomía
Carex heteroneura fue descrita por (S.Watson) W.Boott y publicado en Geological Survey of California, Botany 2: 239–240. 1880.
Etimología
Ver: Carex

## Variedades
- Carex heteroneura var. brevisquama F.J.Herm.
- Carex heteroneura var. epapillosa (Mack.) F.J.Herm.
- Carex heteroneura var. heteroneura[2]

Sinonimia
- Carex atrata f. caeca (L.H.Bailey) Kük.
- Carex atrata var. erecta W.Boott
- Carex atrata f. lenis (L.H.Bailey) Kük.
- Carex heteroneura var. heteroneura
- Carex quadrifida L.H.Bailey
- Carex quadrifida var. caeca L.H.Bailey
- Carex quadrifida var. lenis L.H.Bailey	[3][4]